# Elvasia
Elvasia é um género botânico pertencente à família Ochnaceae.